# Ecomuseo Fiabosco
L'Ecomuseo Fiabosco è un'istituzione culturale senza scopo di lucro sita nel Comune di Sant'Eufemia a Maiella (PE) in Abruzzo, all'interno dell'area del Parco Nazionale della Maiella. Si tratta del primo ecomuseo d’Italia dedicato alla salvaguardia dell’immaginario.

## Progetto
Il progetto nasce nel 2021 e vuole tutelare la fanta-diversità, recuperando i personaggi fantastici del folklore della regione Abruzzo. Lo fa attraverso delle sculture realizzate da artisti nazionali e internazionali, che dialogano con l’ambiente naturale circostante. Il progetto artistico vuole essere non soltanto un’esposizione di opere d’arte, ma soprattutto un percorso attraverso l’immaginario e l’immaginifico, intesi come strumenti per orientarsi all’interno dell’esistenza, vero e proprio metodo di indagine e di risposta che l’essere umano applica alla realtà e ai suoi misteri. L’ecomuseo nasce come area a tutela delle creature fantastiche che hanno popolato la fantasia della regione, e che oggi si stanno metaforicamente estinguendo, in quanto dimenticate e soppiantate da un altro tipo di immaginazione.
Insieme all'immaginario collettivo, l'Ecomuseo Fiabosco si impegna alla tutela e alla valorizzazione della pietra bianca della Maiella, materiale scelto per la realizzazione delle sculture. Un modo per perpetuare l’antica arte degli scalpellini d’Abruzzo mettendosi in continuità con il patrimonio materiale e immateriale del passato della regione e per rendere omaggio alla recente istituzione del Maiella Geopark della rete Geoparchi Mondiali UNESCO.
All’esposizione si affiancano con frequenza concerti, spettacoli teatrali e visite guidate.

## Opere
- La ninfa Maia – Dangyong Liu – 2021
- Il drago – Pina Egizii, Fabrizio Antinucci – 2021
- La mandragora – Marija Markovic – 2021
- Il lupo mannaro – Valentina Di Luca – 2021
- Il Re Selvatico – Francesco Gigante – 2021
- La strega – Stefano Faccini – 2021
- Il serpente – Armando Di Nunzio – 2021
- La pandafeca – Wu Mengyuan, Wu Gengmo – 2022
- La sirena - Marija Marković – 2022
- Il mutaforme – Armando Di Nunzio – 2022
- Il mazzamurillo – Francesco Gigante – 2022
- L’albero delle fate – Ceramica Santalucia – 2022
- Il Vento Maggiore – Valentina Di Luca – 2022
- La chimera marsa - Giuseppe Colangelo - 2023
- Il gigante - Emiliano Faraone e Marco Piccozzi - 2023
- Le tre melagrane - Antonio Di Campli - 2023
- L'uomo-bestia - Antonio De Marini - 2023
- La sibilla - Lucia Andreozzi - 2023
- Il pesce lucente - Raffaella Pierdominici - 2023
- L'orco - Stefano Iampieri - 2023

## Fiabosco Academy
Oltre a invitare artisti nazionali e internazionali, tra le mission del progetto c’è quella di coinvolgere i giovanissimi artisti a prendere dimestichezza con i materiali della loro terra, in modo da rafforzare la filiera artistica locale. Per questo motivo ogni anno vengono invitati i licei artistici della regione per realizzare sculture da installare all’interno dell’ecomuseo.
Le opere del progetto Fiabosco Academy allestite all'interno dell'Ecomuseo Fiabosco:
- Il satiro pensante - Liceo Artistico "Pantini-Pudente" (Vasto) - 2023
- La morte - Liceo Artistico "Misticoni-Bellisario" (Pescara) - 2023
- La spada nella roccia - Liceo Artistico "G. Palizzi" (Lanciano) - 2023
- Giano - Liceo Artistico "G. B. Vico" (Chieti) - 2023